# Wolfgang Dittmann
Wolfgang Dittmann (* 14. Juni 1933 in Hamburg; † 5. Februar 2014 in Berlin) war ein deutscher Germanist, Hochschullehrer und Schachkomponist.

## Leben
Dittmann studierte Germanistik und Theologie an der Universität Hamburg, wurde dort 1960 in Altgermanistik promoviert und habilitierte sich ebenda 1969. Von 1970 bis zu seiner Emeritierung 1998 war er Professor für Ältere deutsche Literatur und Sprache an der Freien Universität Berlin.
Von 1981 bis 1988 war er Vorsitzender der deutschen Vereinigung für Problemschach „Schwalbe“. 2004 wurde er zum  Internationalen Preisrichter für Schachkomposition ernannt. Sein schachliches Hauptinteresse galt der Retroanalyse, bei der die (fiktive) Vorgeschichte einer Schachstellung die Lösung der Aufgabe ist und nicht, wie üblicherweise, die Fortsetzung zum Matt.
|   | a | b | c | d | e | f | g | h |   |
| 8 |   |   |   |   |   |   |   |   | 8 |
| 7 |   |   |   |   |   |   |   |   | 7 |
| 6 |   |   |   |   |   |   |   |   | 6 |
| 5 |   |   |   |   |   |   |   |   | 5 |
| 4 |   |   |   |   |   |   |   |   | 4 |
| 3 |   |   |   |   |   |   |   |   | 3 |
| 2 |   |   |   |   |   |   |   |   | 2 |
| 1 |   |   |   |   |   |   |   |   | 1 |
|   | a | b | c | d | e | f | g | h |   |

Geringste Zahl der Königszüge von Weiß? 
Schlagschach
Erläuterung: Beim Schlagschach besteht Schlagzwang; die Könige sind nicht königlich, so dass es keine Schachgebote gibt und Bauern sich in Könige umwandeln können.
Lösung: Es geschahen mindestens 21 Königszüge von Weiß (Original-Ke1 nach c6, erster Umwandlungs-Ka8 nach e6, zweiter Umwandlungs-Ka8 nach e1). Zwei weiße Bauern verwandelten sich also in Könige. Der eine wurde geschlagen (Ceriani-Frolkin-Thema), der andere ersetzte den geschlagenen weißen Original-König auf e1 (Pronkin-Thema). Eine mögliche Beweispartie: 1. e3 Sc6 2. Ke2 Sa5 3. Kd3 Sh6 4. Kd4 Sg8 5. Kc5 Sh6 6. Kc6 bxc6 7. De1 Sb7 8. Le2 Sd6 9. Ld1 La6 10. a3 Lb5 11. b4 Db8 12. Sh3 Kd8 13. Sg1 Kc8 14. Sh3 Kb7 15. Sg1 De8 16. Sh3 Td8 17. Sg1 a5 18. bxa5 Lc4 19. a4 Kc8 20. Sa3 Le6 21. a6 Sg8 22. a7 ... 23. a8=K ... 24. Ka7 ... 25. Ka6 ... 26. Ka5 ... 27. Kb4 ... 28. a5 ... 29. a6 ... 30. a7 ... 31. a8=K ... 32. Ka7 Sh6 33. Ka6 Kb8 34. Kc3 Sc8 35. Ka5 Ka7 36. Kd4 Sg8 37. Sb1 .. 38. Sc3 ... 39. Tb1 ... 40. Ke5 Lc4 41. Kb4 La6 42. Tb2 Sb6 43. Sb1 Ta8 44. Sa3 Kb7 45. Ta2 Db8 46. Ta1 Kc8 47. Kc3 Kd8 48. Sh3 Ke8 49. Sg1 Dd8 50. Sh3 Tb8 51. Sg1 Lc8 52. Kd3 Sa4 53. Le2 Sg8 54. Lf1 Sc5 55. Ke2 Sa6 56. Dd1 Ta8 57. Ke1 Sb8 58. Ke6 dxe6 59. Sb1.

## Schriften (Auswahl)
- Hartmanns Gregorius. Untersuchungen zur Überlieferung, zum Aufbau und Gehalt. E. Schmidt, Berlin 1966 (überarbeitete Fassung der Dissertationsschrift, Universität Hamburg, 1960).
- Die Stilisierung des Ich als Kunstprinzip. Zur Selbstdarstellung in der deutschen Dichtung des Spätmittelalters. Habilitationsschrift, Universität Hamburg, 1969.
- Mit Armin Geister und Dieter Kutzborski: Logische Phantasien. Herbert Grasemann und seine Schachaufgaben. de Gruyter, Berlin; New York 1986, ISBN 3-11-010415-6.
- Der Flug der Schwalbe. Geschichte einer Problemschach-Vereinigung. Die Schwalbe, Deutsche Vereinigung für Problemschach, Berlin 1988, ISBN 3-922392-20-2.
- Der Blick zurück: Eine Einführung in die Retroanalyse mit einer Auswahl eigener Aufgaben. EDITIONS feenschach - phénix, Aachen 2006, ohne ISBN.